# 郵便爆弾
郵便爆弾（ゆうびんばくだん）は、郵便を利用して送りつけられる爆弾のことである。手紙爆弾、あるいは小包爆弾とも呼ばれる。

## 概要
郵便爆弾は主に開封時に爆発し、開封者や近くにいる人物を殺傷するように設計されている。一般的に受け取り側に対して恨みや不満を持っている人物が送ることが多い。しかし、無差別に送りつけ不特定多数に対するテロリズムとしても行われることもある。郵便爆弾に対する警戒や要人警護の一環として疑わしい郵便物の検査が広く行われており、万全の安全を期すために要人には別の場所で開封済みのもののみが届けられるようになっていることもある。

## 特徴
郵便爆弾には様々な特徴があり、警察や警備会社では注意点の講義を行っている。次に主な特徴を挙げるが、全ての郵便爆弾に当てはまらない点に注意する必要がある。
- 送り主が不明、あるいは虚偽の住所や名前が表示されている。
- 過剰な金額や枚数の切手が添付されている。
- 極端に重量が重い、あるいは軽い。
- 薬品臭や刺激臭がする。
- 叩くと金属音がする（安易に叩くべきでない）。
- 膨らみが感じられる。

郵便爆弾と疑わしい郵便物を受け取ったらその場に放置した上で直ちに警察に通報し、決して自分で解体や開封を試みないことが重要である。また直ちに現場から避難を行う必要がある。携帯電話や無線の電波が起爆装置の誤作動を引き起こす恐れがあるので、十分な距離をとってから使うべきである。また水につけるとショートして爆発する恐れがある。

## 紛らわしいもの
また、爆発物ではないが不審な粉や液体を送りつけるという手口もある。これらはほとんどの場合、無害なものであるが検査が終わり危険性が無いことが確認されるまで店舗であれば営業を取りやめるなど現場の封鎖が必要である。この手口では危害を加えるよりも、営業妨害のほうが送り手の目的であることが多い。

## 事件
- 土田・日石・ピース缶爆弾事件
- 日本テレビ郵便爆弾事件
- 東京都庁小包爆弾事件
- 高松封筒爆発事件
- 2018年10月アメリカ郵便爆弾事件